# Llibreria Tres i Quatre
La Llibreria Tres i Quatre és una llibreria valenciana coneguda per haver estat un símbol de la resistència de la cultura valenciana, i catalana en general, al País Valencià.
La llibreria va ser fundada el 1968 per Eliseu Climent i ha estat molt vinculada a l'editorial Tres i Quatre. Situada inicialment al núm. 7 del cèntric carrer Pérez Bayer de València, es va convertir en punt de reunió clandestina de moviments socials i sindicats durant la darrera etapa de la dictadura de Franco.
Hi passaren també intel·lectuals i artistes com Joan Fuster, Vicent Andrés Estellés, Josep Renau, Equip Realitat o Andreu Alfaro entre d'altres, i també d'intel·lectuals d'expressió castellana com el poeta Francisco Brines. Fou Alfaro qui feu el primer disseny per a l'editorial. Després de 15 anys, la llibreria passa a ser dirigida per Rosa Raga i es traslladà al núm. 11 del mateix carrer, fins que el dia 30 de novembre de 2006 va tancar per traslladar-se a l'Octubre Centre de Cultura Contemporània, on es troba actualment.

## Atemptats i agressions
Durant tots aquestos anys, la llibreria ha estat víctima de diferents atemptats i agressions, sent considerada la llibreria europea que ha patit més atemptats des de la Segona Guerra Mundial, i entre els atacs destaquen:
Desembre de 1970: Primeres pintades amb insults i creus gammades a la façana de la llibreria Tres i Quatre
- 26 de març de 1971: Es trencaren les vitrines de l'aparador de la llibreria i es va abocar tinta a l'interior.[3]
- 8 de maig de 1972: Explota una càrrega de plàstic adherida a l'aparador que provoca un incendi.[3]
- 8 de juny de 1972: Incendien diversos paquets de la llibreria Tres i Quatre amb una llauna de gasolina.[3]
- 31 d'octubre de 1973: Llançament de dos còctels molòtov.[3]
- Octubre de 1974: Nou atac amb còctels molotov. Aquest i l'anterior atac varen ser reivindicats pel PENS (Partido Español Nacional-Socialista).[3]
- 5 de novembre de 1976: Nou atemptat amb artefacte explosiu de gran potència[3]
- 20 de gener de 2006: Assalt d'uns encaputxats que agredeixen a treballadors i clients i llacen esprai a Gustau Muñoz que s'hi trobava allí. Els agressors, a més, van proferir crits espanyolistes i anticatalanistes.[4]
- 27 de gener de 2007: La façana de l'Octubre Centre de Cultura Contemporània, nova seu de la lliberira, apareix empastifada amb pintades blaveres i amenaçants.[3]

A banda de tot això, durant l'època a Pérez Bayer, les pintades espanyolistes i anticatalanistes en les parets i la persiana metàl·lica de la llibreria van ser constants. A més a més, la llibreria havia de ser protegida per la policia espanyola quan tenien lloc manifestacions blaveres o d'ultradreta.